# Jones Buttress
Jones Buttress ist ein keilförmiges Felsmassiv an der Shackleton-Küste der antarktischen Ross Dependency. In der Surveyors Range ragt es 3 km nördlich des Brown Buttress auf und erstreckt sich in die Ostflanke des Dickey-Gletschers.
Das Advisory Committee on Antarctic Names benannte es 2003 nach Llewellyn Ramsay Jones, der als Mitarbeiter des Geomagnetikprojekts im Jahr 1959 zur Überwinterungsmannschaft auf der Hallett-Station am Kap Hallett gehört hatte.